# Comitatul 11 Barrhead, Alberta
Comitatul 11 Barrhead, provincia Alberta, Canada este un district municipal, situat la nordest de Edmonton. Districtul se află în Diviziunea de recensământ 13. El se întinde pe suprafața de 2,404.70 km2  și avea în anul 2011 o populație de 6,096 locuitori.
Cities Orașe
--
Towns Localități urbane
- Barrhead

Villages Sate
--
Summer villages Sate de vacanță
--
Hamlets, cătune
- Campsie
- Manola
- Neerlandia
- Thunder Lake

Așezări
- Belvedere
- Bloomsbury
- Cam-Bar Estates
- Camp Creek
- Campsie Cove
- Dunstable
- Düsseldorf
- Freedom
- Gardenview
- Greendale Subdivision
- Highridge
- Holmes Crossing
- Idle Hours
- Lawton
- Lightning Bay
- Lunnford
- Mahar Subdivision
- Meadowview
- Mellowdale
- Moonlight Bay Estates
- Moose Wallow
- Mosside
- Mystery Lake
- Naples
- Park La Nonne
- Roselea
- Sion
- Stewartfield
- Summerlea
- Tiger Lily
- Vega

1. 1 2  Population and dwelling counts, for Canada, provinces and territories, and census subdivisions (municipalities), 2016 and 2011 censuses – 100% data (în engleză), 20 februarie 2019